# Non abituati come siamo
Non abituati come siamo (Unaccustomed as We Are), anche noto come I due novellini, Noi due novellini o ancora Noi novellini, è un cortometraggio del 1929 con Stanlio e Ollio. È stato il primo film sonoro della coppia Laurel & Hardy e 32º titolo nella loro filmografia; ne è stata girata anche una versione muta. La colonna sonora ha rischiato di venire dispersa, finché non è stata ritrovata negli anni '70 e ripulita per la ridistribuzione del film. 
Il titolo di lavorazione del film era Their last word ("La loro ultima parola"), poi modificato perché "avrebbe generato un po' di confusione visto che erano le loro prime parole".

## Trama
Stanlio è invitato a cena a casa di Ollio, ma la moglie di quest'ultimo non gradisce la sua presenza, e dopo una sfuriata, abbandona la casa. Ollio cerca comunque di preparare la cena e la sua vicina di casa si offre di aiutarli, ma il suo vestito prende fuoco mentre armeggia in cucina. A complicare la situazione si aggiungono il geloso marito di lei e l'improvviso ritorno della signora Hardy.
Ollio, in presenza di Stanlio e della vicina chiusa nel baule per nasconderla, dice alla moglie che vuol lasciarla e partire per il Sud America su consiglio di Stanlio. La signora Hardy si infuria e la baraonda che scatena è udita dal vicino. Egli perciò entra e Stanlio gli confida che nel baule c'è nascosta una donna. Dopo aver consigliato alla signora Hardy di preparare una cena, per allontanarla, fa portare dai due il baule in casa sua.
Senza sapere che la donna chiusa nel baule è sua moglie, dà a Ollio dei consigli per tradire la moglie senza essere scoperto, sostenendo di essere un grande esperto in materia. Sua moglie lo sente; mentre i due malcapitati tornano nel loro appartamento per mangiare la cena della signora Hardy, la donna esce dal baule e, infuriata, picchia violentemente il marito. L'uomo allora inizia a malmenare Ollio e vorrebbe farlo anche con Stanlio, ma la moglie lo mette k.o. buttandogli un mobile in testa. Stanlio se ne va, ma cade dalle scale.

## Remake
Di questo film la coppia comica girerà un remake nel 1938, il lungometraggio Venti anni dopo.

## Produzione
Questa pellicola è stata interamente girata presso i vecchi Hal Roach Studios di Culver City, California.